# Tuesday Weld
Tuesday Weld (27 d'agost de 1943) és una actriu americana de cine i televisió. Va començar la seva carrera actuant des de petita. Ha actuat en molts programes televisius i pel·lícules.
Weld va néixer com a Susan Ker Weld a Nova York. Després de la mort del seu pare, la seva mare la va posar a treballar com a nena model. El seu primer paper fou a la televisió a l'edat 12 anys. Va fer una pel·lícula el mateix any amb un petit paper. En el 1956 treballà en el drama de thriller d’Alfred Hitchcock, The Wrong Man… Les pressions de la seva carrera, tanmateix, li van causar una depressió nerviosa als nou anys, alcoholisme als 12 anys, i un intent de suïcidi a la mateixa època.
A la mare de Weld no li van agradar afers de la seva filla adolescent amb homes més grans, com l'actor John Ireland. El 1961, va tenir un idil·li fora de pantalla amb Elvis Presley, el seu coprotagonista a Wild in the Country.

## Vida personal
Weld ha estat casada tres vegades.
Va estar casada amb el guionista Claude Harz, des de 1965 fins al seu divorci el 1971. Van tenir una filla, Natasha, el 1966.
Es va casar amb l'actor britànic, músic, i comediant Dudley Moore el 1975. El 1976 van tenir un fill, Patrick. Actualment actor, director, i editor. Es van divorciar el 1980. El 1985 es va casar amb el violinista-concertista israelià i director Pinchas Zukerman. Es van divorciar el 1998.

## Filmografia
| Any  | Pel·lícula                        | Personatge                                | Notes                                                                                 |
| ---- | --------------------------------- | ----------------------------------------- | ------------------------------------------------------------------------------------- |
| 1956 | Rock, Rock, Rock                  | Dori Graham                               |                                                                                       |
| 1958 | Rally 'Round the Flag, Boys!      | Comfort Goodpasture                       |                                                                                       |
| 1959 | The Five Pennies                  | Dorothy Nichols, age 12 to 14             |                                                                                       |
| 1960 | Because They're Young             | Anne Gregor                               |                                                                                       |
| 1960 | Sex Kittens Go to College         | Jody                                      |                                                                                       |
| 1960 | High Time                         | Joy Elder                                 |                                                                                       |
| 1960 | The Private Lives of Adam and Eve | Vangie Harper                             |                                                                                       |
| 1961 | Return to Peyton Place            | Selena                                    |                                                                                       |
| 1961 | Wild in the Country               | Doreen Braxton                            |                                                                                       |
| 1962 | Bachelor Flat                     | Libby Bushmill també anomenat Libby Smith |                                                                                       |
| 1963 | Soldier in the Rain               | Bobby Jo Pepperdine                       |                                                                                       |
| 1965 | I'll Take Sweden                  | JoJo Holcomb                              |                                                                                       |
| 1965 | The Cincinnati Kid                | Christian                                 |                                                                                       |
| 1966 | Lord Love a Duck                  | Barbara Ann Greene                        |                                                                                       |
| 1968 | Pretty Poison                     | Sue Ann Stepanek                          |                                                                                       |
| 1970 | I Walk the Line                   | Alma McCain                               |                                                                                       |
| 1971 | A Safe Place                      | Susan/Noah                                |                                                                                       |
| 1972 | Play It As It Lays                | Maria Wyeth Lang                          | Nominada — Golden Globe Award for Best Actress – Motion Picture Drama                 |
| 1974 | Reflections of Murder             | Vicky                                     |                                                                                       |
| 1977 | Looking for Mr. Goodbar           | Katherine                                 | Nominada — Oscar a la millor actriu secundària                                        |
| 1978 | Who'll Stop the Rain              | Marge Converse                            |                                                                                       |
| 1980 | Serial                            | Kate Linville Holroyd                     |                                                                                       |
| 1981 | Madame X                          | Holly Richardson                          | (TV)                                                                                  |
| 1981 | Thief                             | Jessie                                    |                                                                                       |
| 1982 | Author! Author!                   | Gloria Travalian                          |                                                                                       |
| 1982 | The Rainmaker                     | Lizzie                                    | (TV) CableACE Award for Actress in a Theatrical or Non-Musical Program                |
| 1983 | The Winter of Our Discontent      | Margie Young-Hunt                         | (TV) Nominada — Emmy Award for Outstanding Supporting Actress – Miniseries or a Movie |
| 1984 | Once Upon a Time in America       | Carol                                     | Nominada — BAFTA Award for Best Actress in a Supporting Role                          |
| 1986 | Circle of Violence                | Georgia Benfield                          |                                                                                       |
| 1988 | Heartbreak Hotel                  | Marie Wolfe                               |                                                                                       |
| 1993 | Falling Down                      | Amanda Prendergast                        |                                                                                       |
| 1996 | Feeling Minnesota                 | Nora Clayton                              |                                                                                       |
| 2001 | Investigating Sex                 | Sasha                                     |                                                                                       |
| 2001 | Chelsea Walls                     | Greta                                     |                                                                                       |